# Bernd Gombert
Bernd Gombert (* 1. April 1960) ist ein deutscher Maschinenbauingenieur, der auf dem Gebiet der Mechatronik tätig ist.
Gombert entwickelte über 100 angemeldete und erteilte Patente. Die von ihm gegründeten Unternehmen und der Technologie-Park mit dem Entwicklungszentrum Mechatronik in Seefeld in Bayern beschäftigen derzeit annähernd 400 Mitarbeiter.

## Leben
Bernd Gombert studierte nach seiner Feinmechanikerlehre Maschinenbau an der Philipps-Universität Marburg und Feinwerktechnik an der Fachhochschule Gießen-Friedberg mit anschließendem Studium Generale an der Ludwig-Maximilians-Universität München.
Seit 1986 war er wissenschaftlicher Mitarbeiter am Institut für Robotik und Mechatronik am Deutschen Zentrum für Luft- und Raumfahrt (DLR). Dort war Gombert von 1989 bis 2001 Leiter der mechanischen Entwicklung und leistete Entwicklungen auf den Gebieten der Antriebs- und Robotertechnik, neuer laparoskopischer Chirurgieinstrumente für die minimal-invasive Chirurgie und X-by-Wire-Systeme für die Automobilindustrie. 
Für die Entwicklung der Space Mouse und der Greifhand des ersten Roboters im Weltraum (ROTEX - D2 Mission) wurde er unter anderem 1994 von der VDI/VDE-Gesellschaft Mikro- und Feinwerktechnik mit dem Alfred-Kuhlenkamp-Preis ausgezeichnet. Er gründete unter anderem die Unternehmen SpaceControl GmbH, mittlerweile ein Tochterunternehmen des weltweit größten Computermaus-Herstellers Logitech, den Technologiepark in Seefeld und die eStop GmbH für zukunftsweisende Bremsentechnologien. eStop erhielt im April 2004 den Hermes Award für herausragende wissenschaftliche und technologische Entwicklungen, mit 100.000 Euro einer der weltweit höchstdotierten Technologiepreise. eStop wurde in das Geschäftsgebiet Body & Chassis Electronics von Siemens VDO integriert und seit 2005 von Gombert als technischer Geschäftsführer (CTO) bis zur Übernahme der VDO AG durch den Automobilzulieferkonzern Continental AG geführt. Nach Leitung der Mechatronik innerhalb des Schaeffler Konzerns widmet er sich wieder den Innovationen in den mittelständischen Unternehmen im Technologiepark Seefeld.

## Leistungen
- Gombert gründete 1992 die Space Control GmbH, Gesellschaft für 3D-Systeme, mit Sitz in Gilching, mit dem Ziel die 3D-Eingabetechnologie (SpaceMouse) zu einem weltweiten Standard in der 3D-Computergrafik zu machen. Dieses Unternehmen führte 1998 ein Joint Venture mit Logitech durch,  welche umfirmierte in LogiCad3D und Schwesterunternehmen in USA und Japan gründete. Hier hatte er als Gesellschafter die Funktion des Vorstands-Vorsitzenden.
- 1998 gründete Gombert die Space Control - Industries GmbH, Gesellschaft für industrielle 3D-Systeme, mit Sitz in Grafrath, welche die SpaceMouse Technologie in verschiedenen Bereichen der Roboter-, Medizin- und allgemeinen Sensortechnik (z. B. Airbag-Control) umsetzt. Hier hatte er die Funktion des geschäftsführenden Gesellschafters.
- Mit der Gründung der Technologie Park Seefeld (TPS) GmbH&Co.KG im Jahr 1998, ebenfalls mit Sitz in Grafrath, wollte Gombert die Förderung und Umsetzung von Hochtechnologie in Form eines Mechatronik-Zentrums in Seefeld weiter intensivieren. Auch hier hatte er die Funktion des geschäftsführenden Gesellschafters.
- Mit der Gründung der TPSNet GmbH im Jahr 2000 mit Sitz in Grafrath wurde die Bereitstellung von IP-Konnektivitäten für das Seefelder Mechatronik-Zentrum sichergestellt und die Vermarktung von Internet-Provider-Dienstleistungen im IT-Umfeld. Hier hatte er die Funktion des geschäftsführenden Gesellschafters.
- Im Jahr 2000 gründete er die eStop GmbH (Space Technology Originated Progress) für die Entwicklung und Produktion eines neuartigen elektromechanischen Bremssystems (eBrake) für die Automobilindustrie. Ziel dieses Unternehmens ist die weltweite Standardisierung von "Brake-by-Wire" Systemen im Straßen- und Schienenverkehr. Hier hatte er die Funktion des geschäftsführenden Gesellschafters.

- Zusammen mit dem Unternehmen Logitech gründete Gombert im Juli 2001 die 3Dconnexion Holding SA, eine Schweizer Holdinggesellschaft, in welche alle neun Unternehmen des 3D Geschäftsfeldes verschmolzen wurden (Logitech 3D Holding GmbH, LogiCad3D Inc., LogiCad3D GmbH, LogiCad3D SARL, LogiCad3D Polska Sp.z o.o., Spacetec Ltd., Spacetec Inc., Spacetec GmbH, SpaceControl Industries GmbH). Hier hatte er die Funktion des Geschäftsführers, sowie die Leitung der Entwicklung und Produktion von 3Dconnexion GmbH und war Mitglied des Aufsichtsrates der 3Dconnexion Holding SA. bis zum Juni 2003.
- Ab Oktober 2004 leitete er als technischer Geschäftsführer den Bereich Body & Chassis Elektronics bei Siemens VDO. Weiterhin war er der Geschäftsführer seiner eingebrachten eStop GmbH und verantwortlich für die Weiterentwicklung der elektronischen Keilbremse. Nach Übernahme von Siemens VDO durch die Continental AG und der darauf folgenden Einstellung der Entwicklung der elektronischen Keilbremse verließ Gombert das Unternehmen.
- 2005 erweiterte Gombert den Technologie Park in Seefeld um ein neues Entwicklungszentrum für Mechatronik (ezm).

## Ehrungen
- 2009: Verdienstkreuz am Bande der Bundesrepublik Deutschland. In der Laudatio hieß es, er gehöre zu den „erwiesenen und anerkannten Leistungsträgern in unserem Land und zu denen, die einen Maßstab für Einsatzfreude, Leistungsbereitschaft und Hilfsbereitschaft setzen“.[3]
- 1994 erhielt er von der VDI/VDE-Gesellschaft Mikro- und Feinwerktechnik den Alfred-Kuhlenkamp-Preis.